# Inocêncio António das Neves Portugal
Inocêncio António das Neves. Frei Inocêncio Antônio das Neves Portugal, Carmelita da Antiga Observância, foi doutor em Sagrada Teologia, Lente da mesma na Universidade de Coimbra, Confessor da Sereníssima Senhora Princesa do Brasil, 
Nasceu em Lisboa, em 1759. Encontramo-lo matriculado em Filosofia na Universidade de Coimbra, em 1776; em Teologia, em 1781. Bacharel em 1785, licenciado em 1787 e doutor no mesmo ano. Desde 1790 fez oposição a diversas cátedras e ensinou diversas disciplinas, mas não consta que tivesse ocupado a cátedra com propriedade. Ao serviço da Corte no Brasil desde 1809 até pelo menos 1823, como confessor da Princesa. Em 1810, obteve autorização para se deslocar para a Corte do Rio de Janeiro, estava ainda em Lisboa em 26-7-1810.
O Príncipe Regente deu o seu beneplácito ao Breve do Núncio em Portugal para que pudesse presidir ao capítulo provincial no Carmo de Lisboa; o Breve data de 2 de Dezembro de 1811; a autorização do Príncipe, assinado no Rio de Janeiro, no dia 16 de Abril de 1812. Em 1817 (20-XII), o Núncio concedeu-lhe privilégios de ex-geral. Desempenhou o cargo de Provincial; o Núncio confirmou-o para mais um triênio, no dia 30 de Fevereiro de 1818.
«Foi eleito Bispo do Algarve em 25 de Julho de 1823, tomando posse do bispado por procuração em 15 de Fevereiro de 1824, mas faleceu antes de ser sagrado».
1. ↑  LOPES, João Batista da Silva. Memórias para uma história eclesiástica do bispado de Algarve. Lisboa, 1848, p. 492.